# Partecipanti al Giro di Lombardia 2021
Elenco dei partecipanti al Giro di Lombardia 2021.
Il Giro di Lombardia 2021 è stato la centoquindicesima edizione della corsa. Alla competizione presero parte 25 squadre: le 19 iscritte all'UCI World Tour 2021 e 6 UCI ProTeam.
Ciascuna delle squadre è composta da sette ciclisti, per un totale di 175 ciclisti.

## Corridori per squadra
Nota: R ritirato, NP non partito, FT fuori tempo, SQ squalificato
| Deceuninck-Quick Step       | Deceuninck-Quick Step       | Deceuninck-Quick Step       | AG2R Citroën Team                  | AG2R Citroën Team                  | AG2R Citroën Team                  | Alpecin-Fenix          | Alpecin-Fenix          | Alpecin-Fenix          |
| --------------------------- | --------------------------- | --------------------------- | ---------------------------------- | ---------------------------------- | ---------------------------------- | ---------------------- | ---------------------- | ---------------------- |
| N°                          | Ciclista                    | Clas.                       | N°                                 | Ciclista                           | Clas.                              | N°                     | Ciclista               | Clas.                  |
| 1                           | Julian Alaphilippe          | 6°                          | 11                                 | Benoît Cosnefroy                   | R                                  | 21                     | Xandro Meurisse        | R                      |
| 2                           | João Almeida                | 40°                         | 12                                 | Clément Berthet                    | 46°                                | 22                     | Floris De Tier         | R                      |
| 3                           | Andrea Bagioli              | 70°                         | 13                                 | Geoffrey Bouchard                  | 32°                                | 23                     | Jimmy Janssens         | R                      |
| 4                           | Fausto Masnada              | 2°                          | 14                                 | C. Champoussin                     | 62°                                | 24                     | Kristian Sbaragli      | 47°                    |
| 5                           | Dries Devenyns              | R                           | 15                                 | Jaakko Hänninen                    | R                                  | 25                     | Ben Tulett             | 21°                    |
| 6                           | Remco Evenepoel             | 19°                         | 16                                 | Aurélien Paret-Peintre             | 34°                                | 26                     | Petr Vakoč             | R                      |
| 7                           | Pieter Serry                | R                           | 17                                 | Lawrence Warbasse                  | 31°                                | 27                     | Louis Vervaeke         | 74°                    |
| Androni Giocattoli-Sidermec | Androni Giocattoli-Sidermec | Androni Giocattoli-Sidermec | Astana-Premier Tech                | Astana-Premier Tech                | Astana-Premier Tech                | Bahrain Victorious     | Bahrain Victorious     | Bahrain Victorious     |
| N°                          | Ciclista                    | Clas.                       | N°                                 | Ciclista                           | Clas.                              | N°                     | Ciclista               | Clas.                  |
| 31                          | Mattia Bais                 | 67°                         | 41                                 | Aleksandr Vlasov                   | 39°                                | 51                     | Dylan Teuns            | 37°                    |
| 32                          | Alexander Cepeda            | R                           | 42                                 | Samuele Battistella                | R                                  | 52                     | Santiago Buitrago      | 101°                   |
| 33                          | Daniel Muñoz                | R                           | 43                                 | Manuele Boaro                      | R                                  | 53                     | Mikel Landa            | R                      |
| 34                          | Simone Ravanelli            | 66°                         | 44                                 | Rodrigo Contreras                  | R                                  | 54                     | Matej Mohorič          | R                      |
| 35                          | Eduardo Sepúlveda           | 94°                         | 45                                 | Fabio Felline                      | R                                  | 55                     | Domen Novak            | 77°                    |
| 36                          | Filippo Tagliani            | R                           | 46                                 | Aleksej Lucenko                    | R                                  | 56                     | Hermann Pernsteiner    | 97°                    |
| 37                          | Nicola Venchiarutti         | R                           | 47                                 | Matteo Sobrero                     | R                                  | 57                     | Stephen Williams       | R                      |
| Bardiani-CSF-Faizanè        | Bardiani-CSF-Faizanè        | Bardiani-CSF-Faizanè        | Bora-Hansgrohe                     | Bora-Hansgrohe                     | Bora-Hansgrohe                     | Cofidis                | Cofidis                | Cofidis                |
| N°                          | Ciclista                    | Clas.                       | N°                                 | Ciclista                           | Clas.                              | N°                     | Ciclista               | Clas.                  |
| 61                          | Giovanni Carboni            | R                           | 71                                 | Cesare Benedetti                   | R                                  | 81                     | Guillaume Martin       | 44°                    |
| 62                          | Luca Covili                 | 79°                         | 72                                 | Giovanni Aleotti                   | R                                  | 82                     | Natnael Berhane        | R                      |
| 63                          | Filippo Fiorelli            | R                           | 73                                 | Emanuel Buchmann                   | R                                  | 83                     | Thomas Champion        | 90°                    |
| 64                          | Davide Gabburo              | 95°                         | 74                                 | Matteo Fabbro                      | 68°                                | 84                     | Rubén Fernández        | 92°                    |
| 65                          | Andrea Garosio              | 49°                         | 75                                 | Felix Großschartner                | 41°                                | 85                     | Simon Geschke          | 93°                    |
| 66                          | Alessandro Monaco           | 105°                        | 76                                 | Patrick Konrad                     | 55°                                | 86                     | Victor Lafay           | R                      |
| 67                          | Daniel Savini               | 96°                         | 77                                 | Ide Schelling                      | R                                  | 87                     | Rémy Rochas            | R                      |
| EF Education-Nippo          | EF Education-Nippo          | EF Education-Nippo          | Eolo-Kometa Cycling Team           | Eolo-Kometa Cycling Team           | Eolo-Kometa Cycling Team           | Groupama-FDJ           | Groupama-FDJ           | Groupama-FDJ           |
| N°                          | Ciclista                    | Clas.                       | N°                                 | Ciclista                           | Clas.                              | N°                     | Ciclista               | Clas.                  |
| 91                          | Rigoberto Urán              | 56°                         | 101                                | Lorenzo Fortunato                  | 15°                                | 111                    | Thibaut Pinot          | 50°                    |
| 92                          | William Barta               | 106°                        | 102                                | Vincenzo Albanese                  | R                                  | 112                    | Matteo Badilatti       | 35°                    |
| 93                          | Diego Camargo               | R                           | 103                                | Davide Bais                        | R                                  | 113                    | David Gaudu            | 7°                     |
| 94                          | Daniel Arroyave             | R                           | 104                                | Mark Christian                     | 61°                                | 114                    | Matthieu Ladagnous     | R                      |
| 95                          | Sergio Higuita              | 10°                         | 105                                | Erik Fetter                        | R                                  | 115                    | Sébastien Reichenbach  | 60°                    |
| 96                          | Neilson Powless             | 51°                         | 106                                | Francesco Gavazzi                  | R                                  | 116                    | Anthony Roux           | R                      |
| 97                          | James Whelan                | NP                          | 107                                | Edward Ravasi                      | 81°                                | 117                    | Attila Valter          | 12°                    |
| Ineos Grenadiers            | Ineos Grenadiers            | Ineos Grenadiers            | Intermarché-Wanty-Gobert Matériaux | Intermarché-Wanty-Gobert Matériaux | Intermarché-Wanty-Gobert Matériaux | Israel Start-Up Nation | Israel Start-Up Nation | Israel Start-Up Nation |
| N°                          | Ciclista                    | Clas.                       | N°                                 | Ciclista                           | Clas.                              | N°                     | Ciclista               | Clas.                  |
| 121                         | Adam Yates                  | 3°                          | 131                                | Jan Bakelants                      | 54°                                | 141                    | Daniel Martin          | 38°                    |
| 122                         | Jonathan Castroviejo        | 63°                         | 132                                | Jan Hirt                           | R                                  | 142                    | Chris Froome           | R                      |
| 123                         | Eddie Dunbar                | 87°                         | 133                                | Louis Meintjes                     | R                                  | 143                    | Omer Goldstein         | R                      |
| 124                         | Tao Geoghegan Hart          | 57°                         | 134                                | Simone Petilli                     | 42°                                | 144                    | Ben Hermans            | R                      |
| 125                         | Ben Swift                   | 98°                         | 135                                | Lorenzo Rota                       | 28°                                | 145                    | Reto Hollenstein       | 73°                    |
| 126                         | Gianni Moscon               | R                           | 136                                | Rein Taaramäe                      | 75°                                | 146                    | James Piccoli          | R                      |
| 127                         | Pavel Sivakov               | 17°                         | 137                                | Odd Christian Eiking               | 53°                                | 147                    | Michael Woods          | 9°                     |
| Jumbo-Visma                 | Jumbo-Visma                 | Jumbo-Visma                 | Lotto Soudal                       | Lotto Soudal                       | Lotto Soudal                       | Movistar Team          | Movistar Team          | Movistar Team          |
| N°                          | Ciclista                    | Clas.                       | N°                                 | Ciclista                           | Clas.                              | N°                     | Ciclista               | Clas.                  |
| 151                         | Primož Roglič               | 4°                          | 161                                | Tim Wellens                        | 82°                                | 171                    | Alejandro Valverde     | 5°                     |
| 152                         | George Bennett              | 85°                         | 162                                | Steff Cras                         | 78°                                | 172                    | Dario Cataldo          | 45°                    |
| 153                         | Koen Bouwman                | 91°                         | 163                                | Matthew Holmes                     | R                                  | 173                    | Nelson Oliveira        | 16°                    |
| 154                         | Chris Harper                | R                           | 164                                | Andreas Kron                       | R                                  | 174                    | Antonio Pedrero        | R                      |
| 155                         | Steven Kruijswijk           | 43°                         | 165                                | Tomasz Marczyński                  | 103°                               | 175                    | José Joaquín Rojas     | 52°                    |
| 156                         | Sam Oomen                   | 80°                         | 166                                | Maxim Van Gils                     | R                                  | 176                    | Gonzalo Serrano        | 102°                   |
| 157                         | Jonas Vingegaard            | 14°                         | 167                                | Harm Vanhoucke                     | 33°                                | 177                    | Davide Villella        | 22°                    |
| Team Arkéa-Samsic           | Team Arkéa-Samsic           | Team Arkéa-Samsic           | Team BikeExchange                  | Team BikeExchange                  | Team BikeExchange                  | Team DSM               | Team DSM               | Team DSM               |
| N°                          | Ciclista                    | Clas.                       | N°                                 | Ciclista                           | Clas.                              | N°                     | Ciclista               | Clas.                  |
| 181                         | Nairo Quintana              | 11°                         | 191                                | Simon Yates                        | 86°                                | 201                    | Romain Bardet          | 8°                     |
| 182                         | Maxime Bouet                | 58°                         | 192                                | Kevin Colleoni                     | 84°                                | 202                    | Thymen Arensman        | 88°                    |
| 183                         | Winner Anacona              | R                           | 193                                | Damien Howson                      | 100°                               | 203                    | Tiesj Benoot           | 29°                    |
| 184                         | Élie Gesbert                | R                           | 194                                | Chris Juul Jensen                  | 104°                               | 204                    | Mark Donovan           | 89°                    |
| 185                         | Romain Hardy                | R                           | 195                                | Mikel Nieve                        | 18°                                | 205                    | Chris Hamilton         | 64°                    |
| 186                         | Łukasz Owsian               | R                           | 196                                | Nick Schultz                       | 59°                                | 206                    | Andreas Leknessund     | 107°                   |
| 187                         | Dayer Quintana              | 76°                         | 197                                | Andrej Zejc                        | 48°                                | 207                    | Michael Storer         | 25°                    |
| Team Qhubeka NextHash       | Team Qhubeka NextHash       | Team Qhubeka NextHash       | Trek-Segafredo                     | Trek-Segafredo                     | Trek-Segafredo                     | UAE Team Emirates      | UAE Team Emirates      | UAE Team Emirates      |
| N°                          | Ciclista                    | Clas.                       | N°                                 | Ciclista                           | Clas.                              | N°                     | Ciclista               | Clas.                  |
| 211                         | Domenico Pozzovivo          | 30°                         | 221                                | Vincenzo Nibali                    | 13°                                | 231                    | Tadej Pogačar          | 1°                     |
| 212                         | Sean Bennett                | R                           | 222                                | Gianluca Brambilla                 | R                                  | 232                    | Davide Formolo         | 69°                    |
| 213                         | Victor Campenaerts          | 99°                         | 223                                | Niklas Eg                          | R                                  | 233                    | Marc Hirschi           | 36°                    |
| 214                         | Andreas Stokbro             | R                           | 224                                | A. Gebreigzabhier                  | 26°                                | 234                    | Rafał Majka            | 24°                    |
| 215                         | Mauro Schmid                | R                           | 225                                | Bauke Mollema                      | 20°                                | 235                    | Brandon McNulty        | 65°                    |
| 216                         | Dylan Sunderland            | R                           | 226                                | Toms Skujiņš                       | 27°                                | 236                    | Jan Polanc             | R                      |
| 217                         | Karel Vacek                 | R                           | 227                                | Antonio Tiberi                     | 83°                                | 237                    | Diego Ulissi           | 23°                    |
| Vini Zabù                   |                             |                             |                                    |                                    |                                    |                        |                        |                        |
| N°                          | Ciclista                    | Clas.                       |                                    |                                    |                                    |                        |                        |                        |
| 241                         | Edoardo Zardini             | 72°                         |                                    |                                    |                                    |                        |                        |                        |
| 242                         | Simone Bevilacqua           | R                           |                                    |                                    |                                    |                        |                        |                        |
| 243                         | Marco Frapporti             | R                           |                                    |                                    |                                    |                        |                        |                        |
| 244                         | Jakub Mareczko              | R                           |                                    |                                    |                                    |                        |                        |                        |
| 245                         | Davide Orrico               | 71°                         |                                    |                                    |                                    |                        |                        |                        |
| 246                         | Daniel Pearson              | R                           |                                    |                                    |                                    |                        |                        |                        |
| 247                         | Riccardo Stacchiotti        | R                           |                                    |                                    |                                    |                        |                        |                        |